# Gylling Næs
Gylling Næs är en halvö i Danmark.   Den ligger i Odders kommun i Region Mittjylland, i den centrala delen av landet, 150 km väster om Köpenhamn.
Spetsen på Gylling Næs heter Kalsenakke.